# NGC 4051
NGC 4051 (другие обозначения — UGC 7030, MCG 8-22-59, ZWG 243.38, IRAS12005+4448, PGC 38068) — спиральная галактика с перемычкой в созвездии Большой Медведицы. Относится к сейфертовским галактикам.
Этот объект входит в число перечисленных в оригинальной редакции «Нового общего каталога».
Морфологический тип галактики в классификации Хаббла SBbc, в классификации де Вокулёра SAB(rs)bc. Галактика относится к шести «классическим» сейфертовским галактикам, описанным в пионерской работе Карла Сейферта.
В центре спиральной галактики NGC 4051 находится сверхмассивная чёрная дыра, которая выбрасывает от 2 до 5 процентов аккрецирующего на неё вещества .
В галактике вспыхнула сверхновая SN 2010br типа Ib/c, её пиковая видимая звездная величина составила 17,7.
В галактике вспыхнула сверхновая SN 2003ie типа II, её пиковая видимая звездная величина составила 15,2.
Галактика NGC 4051 входит в состав группы галактик NGC 4051. Помимо NGC 4051 в группу также входят ещё 19 галактик.